# 西斯汀·罗斯·史泰龙
西斯汀·罗斯·史泰龙（英語：Sistine Rose Stallone，1998年6月27日—），美国女演员、模特。她在约翰内斯·罗伯茨导演的生存恐怖电影《鲨海逃生》中，饰演妮可（Nicole）一角而首次亮相。 

## 模特生涯
2016年，与IMG模特经纪公司签约，并首次亮相香奈儿时装秀。 随后她的写真出现在2016年7月版的Glamour杂志上，并于2017年11月登上了Elle（俄文版）的封面。

## 个人生活
西斯汀·史泰龙出生于1998年，是演员西尔维斯特·史泰龙与前模特詹妮弗·弗莱文的次女。2018年1月，史泰龙姐妹三人担任第75届金球奖的金球奖大使。同年，她进入南加州大学攻读传播学。

## 影视作品

### 电影
| 年份 | 电影名         | 饰演            | 备注 |
| ---- | -------------- | --------------- | ---- |
| 2019 | 《鲨海逃生》   | 妮可（Nicole）  |      |
| 2021 | 《午夜的柳枝》 | 希瑟（Heather） |      |